# Megalomus yunnanus
Megalomus yunnanus är en insektsart som beskrevs av C.-k. Yang 1986. Megalomus yunnanus ingår i släktet Megalomus och familjen florsländor. Inga underarter finns listade i Catalogue of Life.